# Faseraufschluss
Als Faseraufschluss wird in der Naturfaserindustrie die Trennung der Fasern vom Rest der Pflanze sowie die Vereinzelung bzw. Verfeinerung des Faserbastes in einzelne Faserbündel bzw. deren Kollektive (seltener in Einzelfasern) bezeichnet. Dies geschieht bei Bastfasern durch Brechen und Walzen der Stängel, bei denen der holzige Innenteil von den außen liegenden Fasern getrennt werden kann. Zum Holzfaseraufschluss für die Papierherstellung kommen mechanische (für Holzstoff) oder chemische Aufschlussverfahren (für Zellstoff) zum Einsatz. Samenfasern, wie die Baumwollfaser, müssen nicht aufgeschlossen werden, hier liegt die Faser bereits frei.

## Faseraufschluss von Hanf und Flachs

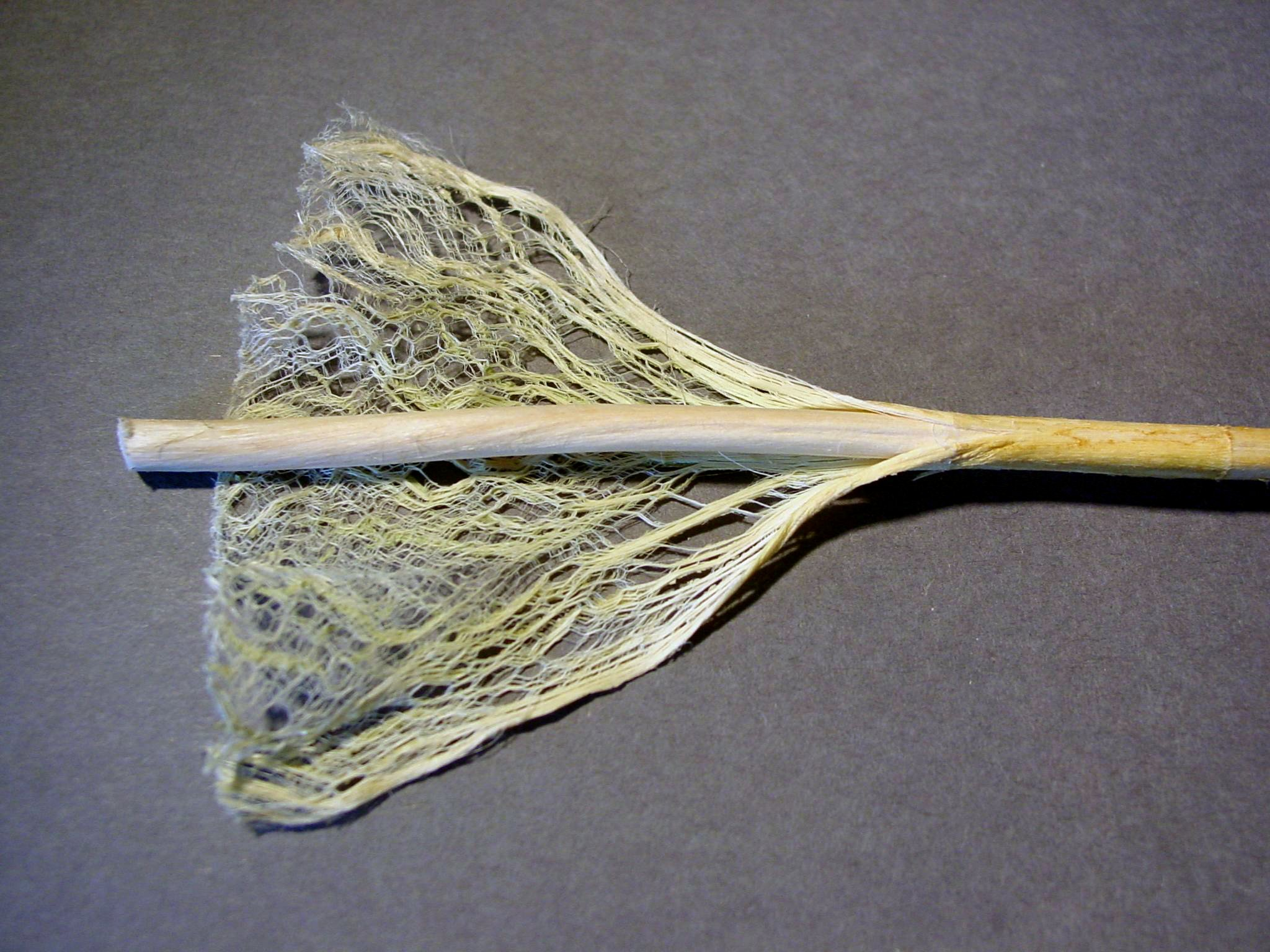
Hanfstängel mit Fasern und holzigen Innenbereich

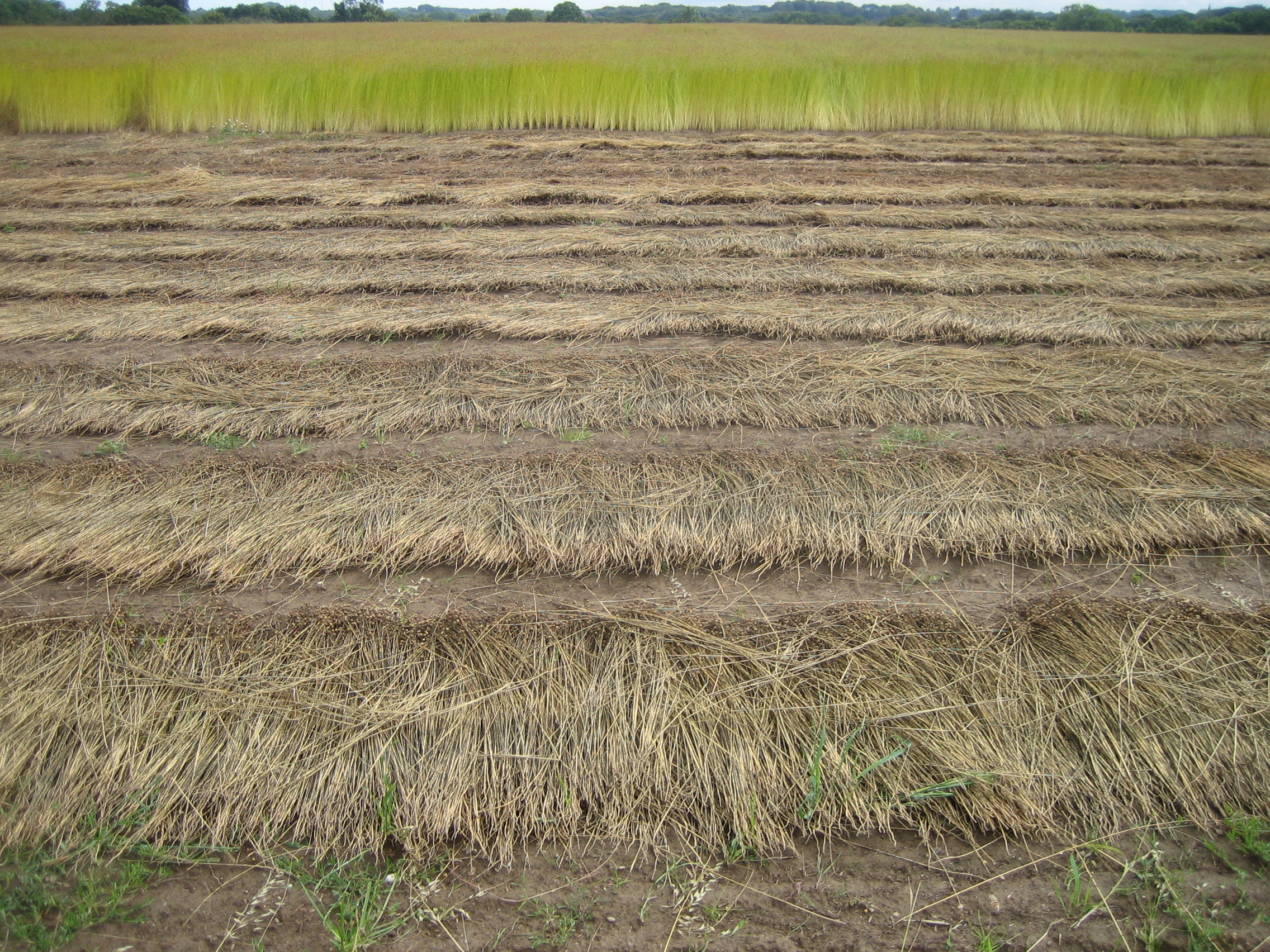
Röste und Trocknung auf dem Feld

Der Faseraufschluss beim Hanf und Flachs kann zur Gewinnung von Lang- oder Kurzfasern erfolgen. Das Hanf- und Flachsstroh wird nach der Ernte zur Langfasergewinnung parallel ausgelegt (Längsfaser) und getrocknet. Der Trocknung folgen eine Röste und eine erneute Trocknung auf dem Feld. Das immer noch parallel liegende Stroh wird anschließend gebrochen und über das Schwingen und Hecheln des Strohs werden die Langfasern gewonnen. Als Nebenprodukte zu den Langfasern fallen hier Schäben aus dem gebrochenen Holzkern sowie Werg und Superkurzfasern bzw. Staub an.
Kurzfasern werden in modernen Aufschlussanlagen produziert und für die technische Nutzung optimiert. Zur Vorbehandlung auf den Faseraufschluss der Kurzfaser- und Gesamtfaserlinie wird das Hanfstroh auf dem Feld gekürzt und geröstet sowie danach in Rund- und Quaderballen gepresst; eine Wasserröste wie bei der traditionellen Langfaseraufbereitung entfällt. Diese werden in Wirrlage (Wirrfaser) einer Faseraufschlussanlage zugeführt und geöffnet. Das Stroh wird anschließend in den aus unterschiedlich großen Zahnwalzen bestehenden Brecheinheiten gebrochen, um eine Trennung der Fasern und des Holzkerns zu ermöglichen (Entholzung). Im Gegensatz dazu arbeiten neuere Technologien nach dem so genannten Prallprinzip. Dabei wird der natürliche Verbund zwischen Faser- und Nichtfaserbestandteilen nach Wirkprinzipien der Prall-, Druck- und Schubbeanspruchung aufgelöst.
Über mehrere Schritte werden die Holzbestandteile als Schäben von den Fasern getrennt, wobei das teilentholzte Stroh durch Voröffner, Reiniger, Vorauflöser und schließlich Schüttel- und Nadelöffnungseinheiten geführt und damit in kleinere Faserbündel aufgelöst wird. Eine weitere Auflösung und Verfeinerung der Faserbündel zu Einzelfasern erfolgt über weitere Stufenreinigungen, Walzen, Kardiereinrichtungen und Auflöseeinheiten. Anzahl und Abfolge dieser Reinungs- und Öffnungseinrichtungen richten sich nach dem jeweils verwendeten Prinzip des Primäraufschlusses (Brecher- oder Prallaufschluss) sowie dem gewünschten Verwendungszweck der Finalprodukte des Prozesses.

## Faseraufschluss bei Holz
→ Hauptartikel: Holzaufschluss
Beim Aufschluss von Holzfasern für die Papierindustrie werden je nach Verwendungszweck des Papiers chemische oder mechanische Aufbereitungsverfahren angewendet. Bei mechanischem Aufschluss wird Holzstoff (Holzschliff) für sogenanntes Holzhaltiges Papier erzeugt. Dabei wird das Holz zu Fasern verschliffen, indem es gegen einen rotierenden Schleifstein gepresst wird. Eine alternative mechanische Variante ist, Holzhackschnitzel unter Wärme und Druck zwischen zwei rotierenden Scheiben zu zerfasern (thermomechanischer Holzstoff, TMP).
Das üblichste Verfahren des chemischen Faseraufschlusses zur Erzeugung von Zellstoff ist das Sulfatverfahren. Dabei wird der Rohstoff in einer Lauge gekocht, die sich für fast alle Holzarten eignet. Vor allem für Fichtenholz eignet sich das Sulfitverfahren, bei dem die Kochflüssigkeit sehr sauer ist. Beim Kochprozess wird Lignin entfernt, das im Holz als das natürliche Bindemittel fungiert. Dadurch gewinnt das Papier an Lebensdauer und Archivbeständigkeit.  Papier, das zu 100 Prozent aus Zellstoff besteht, wird als Holzfreies Papier bezeichnet.